# GoPro Grand Prix of Sonoma 2013
Der GoPro Grand Prix of Sonoma 2013 fand am 25. August auf dem Sonoma Raceway in Sonoma, Kalifornien, Vereinigte Staaten statt und war das 15. Rennen der IndyCar Series 2013.

## Berichte

### Hintergrund
Nach dem Honda Indy 200 at Mid-Ohio führte Hélio Castroneves in der Fahrerwertung mit 31 Punkten auf Scott Dixon und 65 Punkten auf Ryan Hunter-Reay.
Beim GoPro Grand Prix of Sonoma 2013 standen den Fahrern insgesamt 150 Sekunden zur Nutzung des Push-To-Pass-Buttons zu. Die Überholhilfe durfte im Rennen zehnmal aktiviert werden.
Im Starterfeld gab es drei Veränderungen. Ryan Briscoe kehrte nach einem IndyCar-Rennwochenende Pause zu Panther Racing zurück. Aufgrund einer bei einem Unfall in Toronto zugezogenen Fraktur am rechten Handgelenk musste Briscoe vor diesem Rennen etwa einen Monat pausieren. Briscoe löste seine Vertretung Oriol Servià ab. Bei Bryan Herta Autosport übergab Luca Filippi das Auto an J. R. Hildebrand. Hildebrand war zuletzt beim Indianapolis 500 für Panther Racing im Einsatz. Er verlor sein Cockpit, nachdem er in der Anfangsphase des Rennens durch einen Unfall ausgeschieden war. Hildebrand hatte bei Bryan Herta Autosport einen Vertrag für dieses Rennen und das Saisonfinale in Fontana erhalten. Darüber hinaus meldete Sarah Fisher Hartman Racing ein zweites Fahrzeug, welches zusammen mit RW Motorsport eingesetzt wurde. Lucas Luhr erhielt den Rennwagen. Luhr gab in Sonoma sein Debüt in der IndyCar Series und nahm seit über zehn Jahren wieder an einem Formelrennen teil. Luhr gewann 2012 die P1-Fahrerwertung der American Le Mans Series und führte diese zum Zeitpunkt des Rennens auch 2013 an. Luhr war der erste Fahrer der IndyCar Series aus Deutschland. Keine Veränderung gab es hingegen bei Dale Coyne Racing im Fahrzeug mit der Nummer 18. James Davison, der beim vorherigen Rennen eigentlich einen einmaligen Einsatz 2013 absolvieren sollte, wurde erneut gemeldet. Bei IndyCar-Testfahrten in Sonoma zwei Wochen vor dem Rennen kam Ryō Hirakawa in diesem Fahrzeug zu seinem ersten IndyCar-Test.
Mit Will Power (zweimal), Tony Kanaan, Marco Andretti, Dixon, Castroneves, Dario Franchitti und Ryan Briscoe (jeweils einmal) traten sieben ehemalige Sieger zu diesem Grand Prix an.
Kanaan absolvierte bei diesem Grand Prix seinen 211. IndyCar-Start in Folge. Damit zog er in der ewigen Bestenliste mit seinem Teamchef und bisherigen alleinigen Rekordhalter Jimmy Vasser gleich.

### Training
Im ersten Training fuhr Hunter-Reay die Bestzeit vor Castroneves und Franchitti. Die beiden Rückkehrer Briscoe und Hildebrand schafften es als Fünfter bzw. Neunter sofort wieder in die Top 10. Luhr belegte bei seinem ersten offiziellen IndyCar-Einsatz mit 2,2 Sekunden Rückstand auf Hunter-Reay abgeschlagen den letzten Platz. Im zweiten Training erzielte Dixon die schnellste Zeit des Freitags. Auf den Plätzen hinter ihm folgen die Penske-Piloten Castroneves und Power. Luhr lag erneut abgeschlagen mit 2,3 Sekunden Rückstand auf dem letzten Platz. Nach dem Training äußerten sich mehrere Piloten mit Überraschung über das verhältnismäßig schnelle Nachlassen der Blacks, der härteren Reifenmischung. Die einzige rote Flagge löste Briscoe mit einem Ausritt aus.
Im dritten Training unterbot Franchitti die schnellste Runde. Er erzielte die Bestzeit vor Hunter-Reay und Sébastien Bourdais. Luhr lag nicht mehr auf dem letzten Platz, blieb aber weiterhin 2,2 Sekunden hinter dem Spitzenreiter. Zum Zeitpunkt als Franchitti die schnellste Runde fuhr, lagen alle anderen Piloten mehr als eine Sekunde hinter ihm. Zum Trainingsende lagen die ersten 14 Fahrer innerhalb einer Sekunde.

### Qualifying
Bedingt durch einen Wechsel der Windrichtung war die Strecke anders zu fahren als im vorherigen Training.
Der erste Abschnitt des Zeitentrainings wurde in zwei Gruppen ausgetragen. Die sechs schnellsten Piloten jeder Gruppe kamen ins zweite Segment. Die restlichen Startpositionen wurden aus dem Ergebnis des ersten Qualifyingabschnitts bestimmt, wobei den Fahrern der ersten Gruppe die ungeraden Positionen ab 13, und den Fahrern der zweiten Gruppe die geraden Positionen ab 14 zugewiesen wurden. In der ersten Gruppe fuhr Power die schnellste Runde, in der zweiten Gruppe war Franchitti der schnellste Pilot.
Im zweiten Segment der Qualifikation qualifizierten sich die sechs schnellsten Fahrer für den finalen Abschnitt. Power erzielte die schnellste Rundenzeit. Neben ihm schafften es Dixon, Franchitti, Charlie Kimball, Hunter-Reay und Castroneves in den dritten Teil des Qualifyings, die sogenannten Firestone Fast Six. Franchitti verwendete im zweiten Teil des Qualifyings denselben Satz der weicheren Reifenmischung wie im ersten und verfügte somit als einziger Fahrer über einen frischen Satz Reifen für den Schlussabschnitt.
Franchitti fuhr schließlich die schnellste Zeit und erzielte die Pole-Position vor Dixon und Power.
Davison wurde aufgrund eines vorzeitigen Motorenwechsels um zehn Positionen nach hinten versetzt.

### Abschlusstraining
Im Abschlusstraining vor dem Rennen war Dixon am schnellsten. Auf den Plätzen hinter ihm folgten Hunter-Reay und Andretti. Davison nahm aufgrund eines kurzfristigen Motorenwechsels nicht teil.

### Rennen
Beim Start berührten sich Castroneves und Kimball in der zweiten Kurve. Kimball würgte dabei sein Fahrzeug ab und löste eine Gelbphase aus. Josef Newgarden ging mit Getriebeproblemen an die Box, fuhr aber weiter. Beim Restart verlor Bourdais seinen Frontflügel. Wenige Runden später kollidierten E. J. Viso und Justin Wilson und lösten eine weitere Gelbphase aus. In der Anfangsphase führte Franchitti das Rennen vor seinem Teamkollegen Dixon an.
In der 17. Runde kam es zur dritten Gelbphase, nachdem Bourdais Simona de Silvestro in der siebten Kurve umgedreht hatte. Bis auf Hunter-Reay gingen alle Fahrer der Spitzengruppe an die Box, sodass Hunter-Reay die Führung vor Wilson übernahm. Beim Restart behielt Hunter-Reay die Führung und Kimball ging an ihm vorbei und kam damit zurück in die Führungsrunde. Nachdem im Mittelfeld Andretti, Simon Pagenaud und Graham Rahal zu dritt durch die dritte Kurve fahren wollten und Rahal dabei zurückfiel, fuhr Kanaan in der siebten Kurve in Hildebrand hinein und drehte ihn. Dies löste die vierte Gelbphase aus. Kurz zuvor war Dixon an Franchitti vorbeigefahren. Hunter-Reay fuhr nun an die Box und übergab die Führung an Wilson. Während Wilson beim Restart die Führung behielt, gab es mehrere Duelle im Feld. Power ging an Franchitti vorbei auf die dritte Position, James Hinchcliffe wurde von Sebastián Saavedra in die Auslaufzone gedrückt. In der 29. Runde schied James Jakes mit einem Motorschaden aus und löste die fünfte Gelbphase aus. Neben ihm waren bis auf Newgarden und Takuma Satō, die mit technischen Problemen mehrere Runden Rückstand hatten, alle Fahrer in der Führungsrunde.
Wilson, der ältere Reifen hatte, verlor die Führung beim Restart an Dixon und Power und ging wenig später an die Box. In etwa zur Rennhalbzeit begann unter grünen Flaggen die Phase der zweiten Boxenstopps. Power ging eine Runde vor Dixon zum Stopp und blieb knapp hinter Dixon. Kurz darauf wurde Power nach einem Verbremser von Wilson überholt. Boxenstoppbedingt gingen für einige Runden Kanaan und dann Hinchcliffe in Führung, bevor Dixon diese in der 55. Runde zurückerhielt. Zu diesem Zeitpunkt führte er das Rennen vor Wilson, Power, Franchitti, Andretti, Castroneves, Pagenaud, de Silvestro und Briscoe an.
Während Hinchcliffe sich auf frischen Reifen nach vorne arbeitete und in der 60. Runde die fünfte Position übernahm, gingen Wilson, de Silvestro und Hunter-Reay zu ihrem letzten Stopp an die Box. Wenig später blieb Newgarden, der Getriebeprobleme hatte, stehen und löste die sechste Gelbphase des Rennens aus. In dieser gingen die restlichen Fahrer zu ihrem letzten Stopp an die Box. Dixon, dessen Box direkt hinter Powers lag, berührte beim Losfahren den hinteren rechten Tyre-Carrier von Powers Crew, der durch den Aufprall mit dem Jack-Man kollidierte. Beide Mechaniker blieben unverletzt und standen schnell wieder auf. Dixon war durch den Bereich von Powers Box gefahren, wodurch es zu einer Untersuchung durch die Rennleitung kam.
Beim Restart behielt Dixon zwar die Führung, er wurde jedoch mit einer Durchfahrtsstrafe belegt, da die Rennleitung ihm die Schuld an den Zwischenfall an der Box gab. Durch die Strafe fiel Dixon auf den 21. Platz zurück, während Power die Führung vor Wilson und Franchitti übernahm. Dixon und sein Rennchef Mike Hull kritisierten die Strafe nach dem Rennen, gaben dem Tyre-Carrier die Schuld für die Kollision und unterstellten ihm, absichtlich den Weg blockiert zu haben. Penske-Rennleiter Tim Cindric erklärte, dass der Mechaniker sich bei den zwei vorherigen Stopps genauso wie beim dritten verhalten habe.
In der 78. Runde löste ein Zwischenfall in der siebten Kurve die letzte Gelbphase des Rennens aus. Briscoe berührte Kimball, der beim Losfahren mit Satō und Ed Carpenter kollidierte. Alle Fahrer fuhren weiter, Satō gab wenig später an der Box auf. Beim Restart versuchte Wilson an Power vorbeizufahren, blieb jedoch erfolglos. Dixon arbeitete sich hingegen noch bis auf den 15. Platz vor. Während Luhr das Rennen vier Runden vor Schluss aufgab, hatte Saavedra in dieser Phase in der neunten Kurve einen Einschlag in die Streckenbegrenzung nach einer Berührung mit Davison. Saavedras Unfall löste keine Gelbphase aus. Es wurden nur lokal im Bereich der Unfallstelle gelbe Flaggen gezeigt.
Power gewann damit das Rennen. Es war sein erster Sieg seit dem Indy in São Paulo im April 2012. Wilson wurde Zweiter vor Franchitti, Andretti und Pagenaud. Die Top 10 komplettierten Hunter-Reay, Castroneves, Hinchcliffe, de Silvestro und Bourdais.
Castroneves profitierte von der Strafe gegen Dixon und baute seinen Vorsprung auf ihn weiter aus. Die ersten drei Positionen in der Meisterschaft blieben unverändert.

## Meldeliste
Alle Teams und Fahrer verwendeten das Chassis Dallara DW12 mit einem Aero-Kit von Dallara und Reifen von Firestone.
| Team                                   | Nr. | Fahrer              | Motor     |
| -------------------------------------- | --- | ------------------- | --------- |
| Andretti Autosport                     | 01  | Ryan Hunter-Reay    | Chevrolet |
| Andretti Autosport                     | 25  | Marco Andretti      | Chevrolet |
| Andretti Autosport                     | 27  | James Hinchcliffe   | Chevrolet |
| Team Penske                            | 03  | Hélio Castroneves   | Chevrolet |
| Team Penske                            | 12  | Will Power          | Chevrolet |
| Panther Racing                         | 04  | Ryan Briscoe        | Chevrolet |
| Team Venezuela/Andretti Autosport/HVM  | 05  | E. J. Viso          | Chevrolet |
| Dragon Racing                          | 06  | Sebastian Saavedra  | Chevrolet |
| Dragon Racing                          | 07  | Sébastien Bourdais  | Chevrolet |
| Target Chip Ganassi Racing             | 09  | Scott Dixon         | Honda     |
| Target Chip Ganassi Racing             | 10  | Dario Franchitti    | Honda     |
| KV Racing Technology                   | 11  | Tony Kanaan         | Chevrolet |
| KV Racing Technology                   | 78  | Simona de Silvestro | Chevrolet |
| A. J. Foyt Enterprises                 | 14  | Takuma Satō         | Honda     |
| Rahal Letterman Lanigan Racing         | 15  | Graham Rahal        | Honda     |
| Rahal Letterman Lanigan Racing         | 16  | James Jakes         | Honda     |
| Dale Coyne Racing                      | 18  | James Davison       | Honda     |
| Dale Coyne Racing                      | 19  | Justin Wilson       | Honda     |
| Ed Carpenter Racing                    | 20  | Ed Carpenter        | Chevrolet |
| Schmidt Peterson Motorsports           | 55  | Tristan Vautier     | Honda     |
| Sarah Fisher Hartman Racing            | 67  | Josef Newgarden     | Honda     |
| Schmidt Hamilton Motorsports           | 77  | Simon Pagenaud      | Honda     |
| Novo Nordisk Chip Ganassi Racing       | 83  | Charlie Kimball     | Honda     |
| RW Motorsport/SFHR                     | 97  | Lucas Luhr          | Honda     |
| Bryan Herta Autosport w/Curb-Agajanian | 98  | J. R. Hildebrand    | Honda     |

Quelle: 

## Klassifikationen

### Qualifying
| Pos. | Fahrer              | Team                                   | Fahrzeug          | Gruppe 1  | Gruppe 2  | Top 12    | FF6       | Start |
| ---- | ------------------- | -------------------------------------- | ----------------- | --------- | --------- | --------- | --------- | ----- |
| 01   | Dario Franchitti    | Target Chip Ganassi Racing             | Dallara-Honda     | —         | 1:17,4874 | 1:17,7887 | 1:17,5271 | 01    |
| 02   | Scott Dixon         | Target Chip Ganassi Racing             | Dallara-Honda     | —         | 1:17,6825 | 1:17,5554 | 1:17,7196 | 02    |
| 03   | Will Power          | Team Penske                            | Dallara-Chevrolet | 1:18,0033 | —         | 1:17,5474 | 1:17,9735 | 03    |
| 04   | Ryan Hunter-Reay    | Andretti Autosport                     | Dallara-Chevrolet | —         | 1:17,8424 | 1:18,0235 | 1:18,1314 | 04    |
| 05   | Hélio Castroneves   | Team Penske                            | Dallara-Chevrolet | 1:18,7895 | —         | 1:18,0813 | 1:18,1766 | 05    |
| 06   | Charlie Kimball     | Novo Nordisk Chip Ganassi Racing       | Dallara-Honda     | —         | 1:17,7877 | 1:17,8057 | 1:18,2009 | 06    |
| 07   | Justin Wilson       | Dale Coyne Racing                      | Dallara-Honda     | 1:18,7054 | —         | 1:18,2138 | —         | 07    |
| 08   | Graham Rahal        | Rahal Letterman Lanigan Racing         | Dallara-Honda     | 1:18,7325 | —         | 1:18,3051 | —         | 08    |
| 09   | James Hinchcliffe   | Andretti Autosport                     | Dallara-Chevrolet | 1:18,7253 | —         | 1:18,3135 | —         | 09    |
| 10   | Simon Pagenaud      | Schmidt Hamilton Motorsports           | Dallara-Honda     | 1:18,5082 | —         | 1:18,3787 | —         | 10    |
| 11   | Marco Andretti      | Andretti Autosport                     | Dallara-Chevrolet | —         | 1:18,1170 | 1:18,6230 | —         | 11    |
| 12   | Sébastien Bourdais  | Dragon Racing                          | Dallara-Chevrolet | —         | 1:17,9260 | 1:26,7515 | —         | 12    |
| 13   | Takuma Satō         | A. J. Foyt Enterprises                 | Dallara-Honda     | 1:18,9164 | —         | —         | —         | 13    |
| 14   | Tristan Vautier     | Schmidt Peterson Motorsports           | Dallara-Honda     | —         | 1:18,3141 | —         | —         | 14    |
| 15   | E. J. Viso          | Team Venezuela/Andretti Autosport/HVM  | Dallara-Chevrolet | 1:18,9344 | —         | —         | —         | 15    |
| 16   | Tony Kanaan         | KV Racing Technology                   | Dallara-Chevrolet | —         | 1:18,3318 | —         | —         | 16    |
| 17   | Josef Newgarden     | Sarah Fisher Hartman Racing            | Dallara-Honda     | 1:19,0094 | —         | —         | —         | 17    |
| 18   | J. R. Hildebrand    | Bryan Herta Autosport w/Curb-Agajanian | Dallara-Honda     | —         | 1:18,7114 | —         | —         | 18    |
| 19   | James Jakes         | Rahal Letterman Lanigan Racing         | Dallara-Honda     | 1:19,1563 | —         | —         | —         | 19    |
| 20   | Sebastian Saavedra  | Dragon Racing                          | Dallara-Chevrolet | —         | 1:18,8967 | —         | —         | 20    |
| 21   | James Davison       | Dale Coyne Racing                      | Dallara-Honda     | 1:19,5285 | —         | —         | —         | 25    |
| 22   | Ryan Briscoe        | Panther Racing                         | Dallara-Chevrolet | —         | 1:18,9743 | —         | —         | 21    |
| 23   | Simona de Silvestro | KV Racing Technology                   | Dallara-Chevrolet | 1:19,5298 | —         | —         | —         | 22    |
| 24   | Ed Carpenter        | Ed Carpenter Racing                    | Dallara-Chevrolet | —         | 1:19,2376 | —         | —         | 23    |
| 25   | Lucas Luhr          | RW Motorsport/SFHR                     | Dallara-Honda     | —         | 1:19,9805 | —         | —         | 24    |

Anmerkungen
1. ↑  James Davison wurde aufgrund eines vorzeitigen Motorenwechsels um 10 Positionen nach hinten versetzt.

Quellen: 

### Rennen
| Pos. | Fahrer              | Team                                   | Fahrzeug          | Runden | Zeit         | Start | Führungsrunden |
| ---- | ------------------- | -------------------------------------- | ----------------- | ------ | ------------ | ----- | -------------- |
| 01   | Will Power          | Team Penske                            | Dallara-Chevrolet | 85     | 2:20:46,8226 | 03    | 16             |
| 02   | Justin Wilson       | Dale Coyne Racing                      | Dallara-Honda     | 85     | + 1,1930     | 07    | 10             |
| 03   | Dario Franchitti    | Target Chip Ganassi Racing             | Dallara-Honda     | 85     | + 3,4038     | 01    | 17             |
| 04   | Marco Andretti      | Andretti Autosport                     | Dallara-Chevrolet | 85     | + 4,1266     | 11    | 0              |
| 05   | Simon Pagenaud      | Schmidt Hamilton Motorsports           | Dallara-Honda     | 85     | + 4,7042     | 10    | 0              |
| 06   | Ryan Hunter-Reay    | Andretti Autosport                     | Dallara-Chevrolet | 85     | + 5,1074     | 04    | 06             |
| 07   | Hélio Castroneves   | Team Penske                            | Dallara-Chevrolet | 85     | + 8,5383     | 05    | 0              |
| 08   | James Hinchcliffe   | Andretti Autosport                     | Dallara-Chevrolet | 85     | + 9,0231     | 09    | 04             |
| 09   | Simona de Silvestro | KV Racing Technology                   | Dallara-Chevrolet | 85     | + 9,2858     | 22    | 0              |
| 10   | Sébastien Bourdais  | Dragon Racing                          | Dallara-Chevrolet | 85     | + 11,2082    | 12    | 0              |
| 11   | Graham Rahal        | Rahal Letterman Lanigan Racing         | Dallara-Honda     | 85     | + 12,0359    | 08    | 0              |
| 12   | Tristan Vautier     | Schmidt Peterson Motorsports           | Dallara-Honda     | 85     | + 15,1056    | 14    | 0              |
| 13   | Tony Kanaan         | KV Racing Technology                   | Dallara-Chevrolet | 85     | + 17,7606    | 16    | 05             |
| 14   | E. J. Viso          | Team Venezuela/Andretti Autosport/HVM  | Dallara-Chevrolet | 85     | + 18,5207    | 15    | 0              |
| 15   | Scott Dixon         | Target Chip Ganassi Racing             | Dallara-Honda     | 85     | + 20,2165    | 02    | 27             |
| 16   | J. R. Hildebrand    | Bryan Herta Autosport w/Curb-Agajanian | Dallara-Honda     | 85     | + 20,7611    | 18    | 0              |
| 17   | Ryan Briscoe        | Panther Racing                         | Dallara-Chevrolet | 85     | + 29,4788    | 21    | 0              |
| 18   | James Davison       | Dale Coyne Racing                      | Dallara-Honda     | 85     | + 43,7768    | 25    | 0              |
| 19   | Ed Carpenter        | Ed Carpenter Racing                    | Dallara-Chevrolet | 84     | + 1 Runde    | 23    | 0              |
| 20   | Charlie Kimball     | Novo Nordisk Chip Ganassi Racing       | Dallara-Honda     | 83     | + 2 Runden   | 06    | 0              |
| 21   | Sebastian Saavedra  | Dragon Racing                          | Dallara-Chevrolet | 81     | DNF          | 20    | 0              |
| 22   | Lucas Luhr          | RW Motorsports/SFHR                    | Dallara-Honda     | 81     | DNF          | 24    | 0              |
| 23   | Takuma Satō         | A. J. Foyt Enterprises                 | Dallara-Honda     | 67     | DNF          | 13    | 0              |
| 24   | Josef Newgarden     | Sarah Fisher Hartman Racing            | Dallara-Honda     | 56     | DNF          | 17    | 0              |
| 25   | James Jakes         | Rahal Letterman Lanigan Racing         | Dallara-Honda     | 28     | DNF          | 19    | 0              |

Quellen: 

#### Führungsabschnitte
| Abschnitt | Runden | Fahrer            |
| --------- | ------ | ----------------- |
| 1         | 1–17   | Dario Franchitti  |
| 2         | 18–23  | Ryan Hunter-Reay  |
| 3         | 24–33  | Justin Wilson     |
| 4         | 34–45  | Scott Dixon       |
| 5         | 46–50  | Tony Kanaan       |
| 6         | 51–54  | James Hinchcliffe |
| 7         | 55–69  | Scott Dixon       |
| 8         | 70–85  | Will Power        |

Quellen: 

#### Gelbphasen
| Nr. | Dauer | Runden | Grund für Gelbphase                                                                                    |
| --- | ----- | ------ | --- |
| 1   | 1–2   | 2      | Kontakt: Hélio Castroneves (#3) und Charlie Kimball (#83) in Kurve 2                                   |
| 2   | 7–9   | 3      | Kontakt: E. J. Viso (#5) und Justin Wilson (#19) in Kurve 7                                            |
| 3   | 17–18 | 2      | Kontakt: Sébastien Bourdais (#7) und Simona de Silvestro (#78) in Kurve 7                              |
| 4   | 22–24 | 3      | Kontakt: Tony Kanaan (#11) und J. R. Hildebrand (#98) in Kurve 7                                       |
| 5   | 30–33 | 4      | Stillstand: James Jakes (#16) in Kurve 9                                                               |
| 6   | 64–68 | 5      | Stillstand: Josef Newgarden (#67) in Kurve 2                                                           |
| 7   | 79–80 | 2      | Kontakt: Ryan Briscoe (#4), Takuma Satō (#14), Ed Carpenter (#20) und Charlie Kimball (#83) in Kurve 7 |

Quellen: 

## Punktestände nach dem Rennen

### Fahrerwertung
Die Punktevergabe wird hier erläutert.
| Pos. | Fahrer            | Punkte |
| ---- | ----------------- | ------ |
| 01.  | Hélio Castroneves | 479    |
| 02.  | Scott Dixon       | 440    |
| 03.  | Ryan Hunter-Reay  | 417    |
| 04.  | Marco Andretti    | 409    |
| 05.  | Simon Pagenaud    | 380    |
| 06.  | Dario Franchitti  | 379    |
| 07.  | Justin Wilson     | 361    |
| 08.  | Will Power        | 356    |
| 09.  | James Hinchcliffe | 350    |
| 10.  | Charlie Kimball   | 335    |
| 11.  | Tony Kanaan       | 331    |
| 12.  | E. J. Viso        | 287    |
| 13.  | Takuma Satō       | 272    |

| Pos. | Fahrer              | Punkte |
| ---- | ------------------- | ------ |
| 14.  | Sébastien Bourdais  | 261    |
| 15.  | Ed Carpenter        | 261    |
| 16.  | Graham Rahal        | 252    |
| 17.  | Josef Newgarden     | 251    |
| 18.  | Simona de Silvestro | 248    |
| 19.  | James Jakes         | 237    |
| 20.  | Tristan Vautier     | 210    |
| 21.  | Sebastian Saavedra  | 172    |
| 22.  | Oriol Servià        | 167    |
| 23.  | Alex Tagliani       | 163    |
| 24.  | Mike Conway         | 149    |
| 25.  | Ryan Briscoe        | 100    |
| 26.  | J. R. Hildebrand    | 93     |

| Pos. | Fahrer             | Punkte |
| ---- | ------------------ | ------ |
| 27.  | Ana Beatriz        | 72     |
| 28.  | Carlos Muñoz       | 67     |
| 29.  | A. J. Allmendinger | 65     |
| 30.  | Pippa Mann         | 29     |
| 31.  | James Davison      | 27     |
| 32.  | Luca Filippi       | 14     |
| 33.  | Conor Daly         | 11     |
| 34.  | Townsend Bell      | 10     |
| 35.  | Lucas Luhr         | 8      |
| 36.  | Katherine Legge    | 8      |
| 37.  | Buddy Lazier       | 8      |